# Luis Helguera
Luis Helguera Bujía (Santander, 9 juni 1976) is een Spaans voormalig betaald voetballer. Hij is de broer van Iván Helguera, eveneens ex-voetballer.

## Spelerscarrière
Helguera begon zijn carrière bij Manchego CF en verhuisde in 1997 naar Real Zaragoza. Na een jaartje in het tweede elftal maakte hij de overstap naar het eerste elftal. In 2000 versierde hij een transfer naar Italië, waar hij voor Udinese ging spelen. Op een uitleenbeurt aan Deportivo Alavés na speelde hij acht jaar in Italië, bij Udinese, Fiorentina, AC Ancona en Vicenza Calcio. In 2008 keerde hij terug naar Spanje, waar hij voor SD Huesca ging spelen. Daar sloot hij in 2013 zijn spelerscarrière af.

## Trainerscarrière
Kort na zijn afscheid als speler kreeg Helguera een plekje in de technische staf van SD Huesca als assistent-trainer. Na één seizoen ruilde hij die functie in voor die van technisch directeur. Later werd hij teamcoördinator bij UD Las Palmas en Levante UD.